# 王彥和
王彥和（2002年11月5日—）是臺灣男子田徑運動員，2017年在全國中等學校運動會以21.86秒（W：+2.0）摘下國男組200公尺金牌，並打破梁澤敬保持的原大會紀錄。2017年臺中東亞青年盃全國國民中學田徑錦標賽100公尺預賽，王彥和跑出10.70秒（W：+1.3），成為臺灣史上100公尺最快的國中生。

## 統計
| 成績                    | 風速（公尺/秒） | 反應時間 | 日期           | 地點                         |
| ----------------------- | --------------- | -------- | -------------- | ---------------------------- |
| 10.69秒                 | +0.2            |          | 2019年2月18日  | 中華民國（臺灣）高雄市左營區 |
| 10.69秒                 | +1.5            |          | 2020年3月11日  | 中華民國（臺灣）新北市板橋區 |
| 10.70秒                 | +1.3            |          | 2017年9月14日  | 中華民國（臺灣）臺中市豐原區 |
| 10.75秒                 | -0.1            | 0.151秒  | 2021年4月18日  | 中華民國（臺灣）雲林縣斗南鎮 |
| 10.76秒                 | -0.1            | 0.152秒  | 2021年4月19日  | 中華民國（臺灣）雲林縣斗南鎮 |
| 10.79秒                 | +1.7            |          | 2018年11月29日 | 中華民國（臺灣）新北市板橋區 |
| 10.80秒                 | +0.3            | 0.177秒  | 2019年3月15日  | 中國香港西貢區將軍澳新市鎮   |
| 10.80秒                 | -0.4            | 0.173秒  | 2019年7月1日   | 中華民國（臺灣）臺北市松山區 |
| 10.81秒                 | +0.6            | 0.151秒  | 2017年11月2日  | 中華民國（臺灣）臺北市松山區 |
| 10.81秒                 | -1.0            |          | 2019年8月21日  | 中華民國（臺灣）臺中市豐原區 |
| 平均約10.759789530407秒 |                 |          |                |                              |

## 外部連結
- 王彥和在的頁面